# Scyllarus
Scyllarus – rodzaj morskich skorupiaków o charakterystycznym kształcie ciała, należący do rodziny Scyllaridae z rzędu dziesięcionogów.
Polska nazwa Łopaciarz obejmuje dwa podobne do siebie rodzaje Scyllarus i Scyllarides.
Ogólnym pokrojem przypominają krępe, grzbietobrzusznie spłaszczone (stąd nazwa) langusty, z którymi są spokrewnione. Masywny, mocno wysycony solami wapnia, brązowy pancerz pokrywają drobne kolce. Czułki płytkowate, bardzo szerokie, krótkie, o ząbkowanych krawędziach, osiągają wielkość 30 – 50 cm.
Zamieszkują płytkie, skaliste dno mórz w klimacie tropikalnym. Choć są dużymi skorupiakami, ich znaczenie gospodarcze jest niewielkie. Nie tworzą bowiem większych skupisk, co uniemożliwia połowy przemysłowe.

## Gatunki
Do rodzaju Scyllarus należą następujące gatunki:
- Scyllarus americanus
- Scyllarus arctus
- Scyllarus caparti
- Scyllarus chacei
- Scyllarus depressus
- Scyllarus paradoxus
- Scyllarus planorbis
- Scyllarus pygmaeus
- Scyllarus subarctus